# Il trionfo di Michele Strogoff
Il trionfo di Michele Strogoff è un film del 1961 diretto da Viktor Turžanskij. Questo film è il seguito di Michele Strogoff del 1956, sempre prodotto in Francia con lo stesso attore protagonista. La storia è ispirata dal romanzo di Jules Verne Michele Strogoff.

## Trama
L'imperatrice della Russia è molto affezionata al nipote, il principe Sergei. Questi è uno scavezzacollo di 26 anni, ma anche l'imperatrice lo definisce "un ragazzo di due volte 13 anni". Al fine di farlo tornare sano e salvo dal fronte dove si sta combattendo contro le tribù turcomanne, l'imperatrice chiama l'anziano e valoroso colonnello Michele Strogoff, il famoso corriere del re, al fine di sorvegliare e consigliare il rampollo. Strogoff si commuove di fronte alle lacrime dell'imperatrice, e accetta, pur sapendo che andrà incontro a problemi seri, tra cui un deserto che ha già causato due storiche disfatte contro quelle tribù. Si mette in marcia per raggiungere le truppe e il principe Sergei. Sembra essere tornato indietro di anni, visti gli intrighi, i sabotaggi, gli incidenti e gli attentati che dovrà superare per raggiungere la sua meta, comprese le arti seduttive della cantante e spia Tatiana Volskaya. Finalmente arriva al cospetto della avanguardia, che è stata affidata ad un ragazzo tronfio e inadatto al comando. Sergei si fa raggirare da falsi amici e collaboratori e porta i suoi uomini verso il disastro. In tal frangente il principe comprende i suoi errori e finalmente cede il comando al valoroso colonnello, per fortuna ancora incolume. Per salvare la pelle dei sopravvissuti, Strogoff intima al principe di far issare la bandiera bianca, consegnando così al nemico ciò che resta della colonna.
Arriva il grosso delle truppe, che attacca la capitale, e Strogoff viene liberato per portare al generale la proposta di armistizio in cambio della vita del principe. Strogoff suggerisce al generale di far cessare il fuoco, ma anche di accettare un suo piano pazzesco. Il colonnello torna clandestinamente tra le mura dei ribelli, ma viene catturato.  La cantante Tatiana lo aveva tradito, ma pentita e commossa si rifà viva per tirarlo fuori dai guai. Strogoff raggiunge il principe in cima alla torre dove viene tenuto prigioniero ed issa la bandiera russa. È il segnale dell'attacco della cavalleria che si precipita a valanga verso le mura della città senza preparazione di artiglieria. La città cade dopo un'ora, durante la quale il principe, Strogoff e il suo aiutante di campo lottano disperatamente contro la guardia della torre. Dopo un'ora la guerra è finita. Il principe salva la vita e l'onore e per decisione dello stesso Strogoff riprende il comando della colonna, per dirigersi insieme verso San Pietroburgo a portare la notizia della vittoria.